# Hercegovinaopstanden
Hercegovinaopstanden (serbisk: Херцеговачки устанак) var et oprør blandt den kristne serbiske befolkning mod Det Osmanniske Rige, først og fremmest i Hercegovina, der senere spredte sig til Bosnien og Raška. Opstanden brød ud i sommeren 1875 og fortsatte i nogle regioner frem til begyndelsen af 1878. Oprøret blev efterfulgt at oprør i Bulgarien og faldt sammen med de serbiske-tyrkiske krige i 1876–1878 og var en del af Balkankrisen.
Opstanden var et resultat af bl.a. utilfredshed med pålægglsen af nye skatter på den kristne befolkning, som Det Osmanniske Rige pålagde som følge af Osmannerrigets vanskelige økonomiske situation. De lokale bosniske muslimske guvernører (bey) pålagde de kristne bønder store skatter og da høsten slog fejl i 1874 opstod oprøret bl.a. som følge af den spirende panslavisme.
Oprørerne blev hjulpet med våben og frivillige af Montenegro og Serbien, hvis regeringer senere erklærede krig mod Osmannerriget den 18. juni 1876, hvilket igen ledte til Den russisk-tyrkiske krig (1877-78) og Balkankrisen. Som resultat af opstanden og de følgende krige blev der afholdt en kongres mellem stormagterne i Berlin i 1878 (Berlinerkongressen), der gav Montenegro og Serbien uafhængighed og større territorium, mens Østrig-Ungarn okkuperede Bosnien og Hercegovina for en periode på 30 år, selv om området de jure blev anerkendt som osmannisk territorium. Østrig-Ungarn annekterede Bosnien og Hercegovina i 1908.